# Мишел Пакар
Мишѐл Габриѐл Пака̀р (или Пакард) (на френски: Michel Gabriel Paccard; роден през 1757 г. в Шамони, починал в Шамони през 1827 г.) е лекар, ботаник и савойски алпинист, известен с успешното си, заедно с Жак Балма, първо изкачване на Монблан през 1786 г.

## Биография
Роден е в Шамони в семейство на нотариус. Мишел Пакар завършва медицина в Торино, който град по това време е столица на Кралство Сардиния. Неговата страст към ботаниката и минералогията го среща с учения Орас Бенедикт дьо Сосюр. Последният, нетърпелив да се изчисли точната височина на Монблан, през 1760 г. стартира надпревара, обявявайки награда за този, който пръв покори върха.
Мишел Пакар от ранна възраст обикаля планините, дълго търси подстъп към „проклетата планина“. Подтикнат от предизвикателството на Сосюр, Пакар се посвещава на идеята да отнесе барометър на върха и там да направи измервания. През 1783 г. той прави първия си (неуспешен) опит с Marc Bourrit. През 1784 г. той на няколко пъти повтаря опитите си с Пиер Балма, изкачвайки се откъм върха Мон Блан дю Такюл. Успехът идва с Жак Балма, скромен ловец на сърни и събирач на планински кристали, който го убеждава, че при свой предишен опит, месец по-рано, е открил подстъп за изкачване през планината Dôme du Goûter. Двамата достигат Монблан на 8 август 1786 г. в 18:23 часа.
По време на тази експедиция д-р Пакар носи термометър, барометър и компас, за да направи малък брой научни експерименти. При изкачването двамата мъже не са оборудвани с никакви въжета, пикели или котки, което прави постижението им изключително не само за ранната история на алпинизма. Силното отражение от снега поврежда защитния слой на роговицата на очите на Пакар (по непотвърдени данни, слизал е от върха със затворени очи). Маршрутът, по който се изкачват, се смята от всички водачи за невъзможен.
След изкачването Мишел Пакар се жени за сестрата на Жак Балма. Впоследствие става местен съдия.
В Шамони се намира негов паметник, а датата на тяхното изкачване се чества от много алпинисти като рожден ден на алпинизма.